# Acalypha radians
Acalypha radians é uma espécie de flor do gênero Acalypha, pertencente à família Euphorbiaceae.